# 21711 Wilfredwong
A 21711 Wilfredwong (ideiglenes jelöléssel 1999 RE95) a Naprendszer kisbolygóövében található aszteroida. A LINEAR projekt keretében fedezték fel 1999. szeptember 7-én.